# 녹차 아이스크림

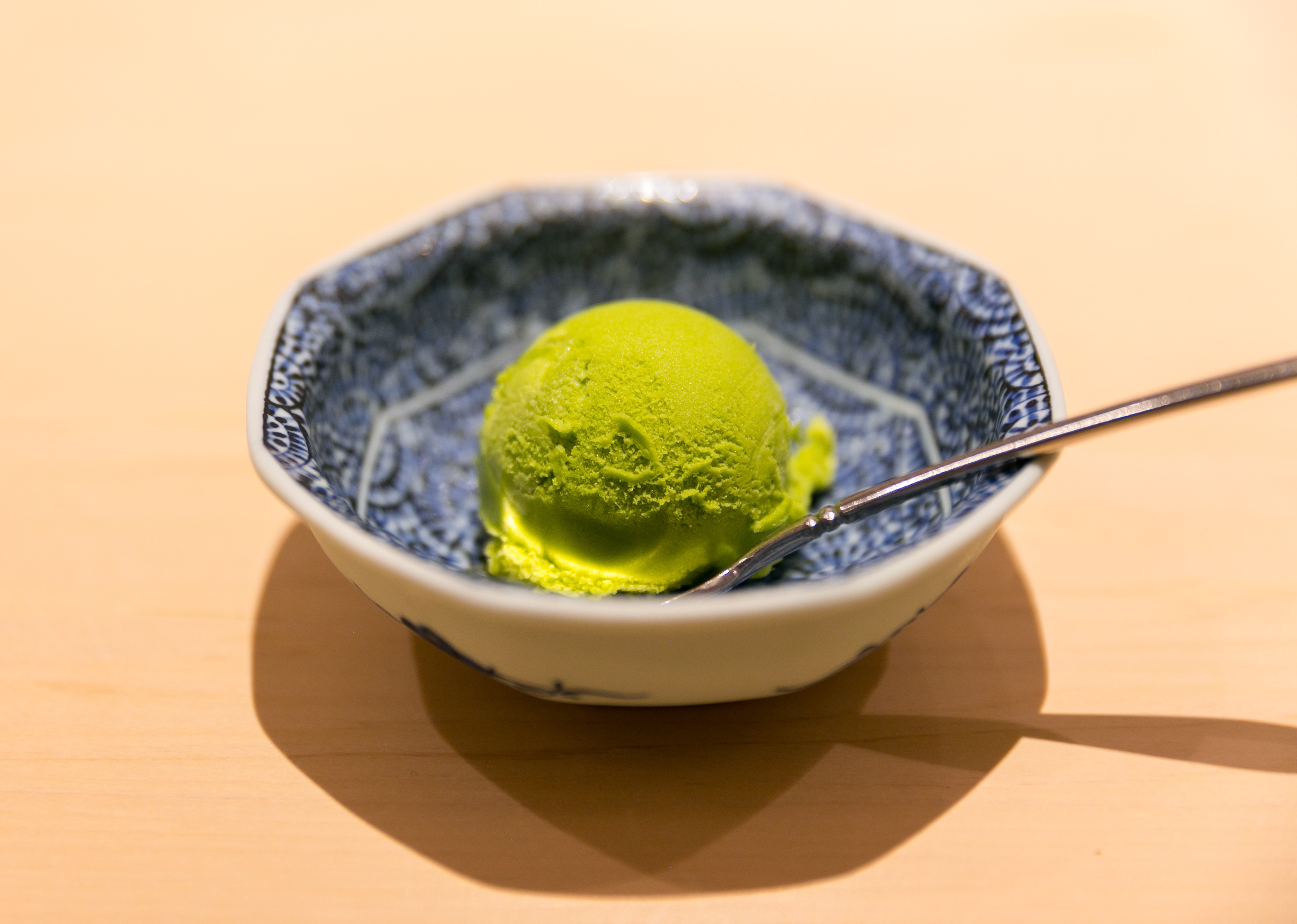
녹차 아이스크림

녹차 아이스크림(영어: Greentea icecream)은 녹차 맛이 나는 아이스크림이다. 일본에서 처음 유래한 아이스크림이며, 한국을 비롯한 동아시아 전역에서 쉽게 찾아볼 수 있다. 또 세계 각지의 레스토랑 메뉴에 올라 있어, 하나의 보편적인 디저트로 자리잡았다. 말차를 이용하여 만들었다고 해서 말차 아이스크림(일본어: 抹茶アイスクリーム)이라 부르기도 한다.

## 역사

### 일본
녹차 아이스크림을 정확히 누가 발명했는지는 알 수 없다. 녹차 아이스크림에 관한 가장 오래된 자료는 메이지 초기의 궁중 만찬회에서 제공됐던 메뉴판으로, 후지 산 모양의 녹차 아이스크림이 리스트에 올라가 있다. 녹차 아이스크림이 지금처럼 대중화된 것은 1990년대의 일로, 그전에 일본 제조사들은 초콜릿과 바닐라, 딸기 맛 아이스크림 생산에 집중하였다. 아이스크림 대신 빙수의 일종인 '우치킨토키' (宇治金時)의 형태로는 이전에도 널리 유행하고 있었다.
현대의 녹차 아이스크림 제조법이 처음 고안된 것은 지난 1958년으로, 일본 와카야마시의 전통기업 '규린엔' (玉林園)의 사장이 녹차와 고지방 무풍미 아이스크림을 혼합하는 제조법을 발명하고, 생산기술을 확립한 뒤 특허를 낸 것이 최초이다. 1960년대부터 '그린소프트' (グリーンソフト)란 브랜드로 와카야마 시내 매장에서 판매를 개시, 큰 인기를 끌면서 회사의 간판상품으로 떠올랐다. 이후 1970년 오사카 만국박람회에서 그린소프트를 시험 판매하면서 폭발적인 인기를 누렸다. 박람회에서 처음 소개된 이후 전국 유명 제과업체로부터 제조 문의가 잇따랐지만, 특허를 독점하고 자사 제조판매만을 고집하는 바람에 와카야마 이외의 지역에서는 판매수단이 끊기고 말았으며, 전통적인 지역 특산품의 지위에만 만족해야 했다. 특허 기간이 끝나고 나서야 대형업체들이 제조를 시작하였으며, 그때부터 일본 전역에 퍼지게 되었다.
1990년 일본 아이스크림 수입 자유화 이후 수입 아이스크림의 비중은 증가하였지만, 대형 제조사가 녹차 아이스크림을 일본 전역에 판매하게 된 계기는 1995년 4월의 일이었다. 당시 미국의 마에다엔USA (Maedaen USA) 사가 캘리포니아 주의 우유를 원료로 삼아 제조한 아이스크림을 "캘리포니아에서 온 순 일본식 아이스크림"이라는 문구를 내걸고 일본에 수입 판매하였다. 이 상품이 일본 전역의 편의점 등에 납품되고 신문 기사에까지 실리자, 각 기업들은 녹차 아이스크림이 전국적으로 대중화될 시기라고 판단하며 속속 상품화에 나섰다. 하겐다즈 사도 1996년 녹차 아이스크림을 선보였으며, 일본 시장만을 겨낭한 짙은 녹차아이스크림 제품도 등장하는 등, 일본에서는 바닐라, 초콜릿과 함께 대표적인 아이스크림 종류가 되었다. 실제로 2016년 일본 아이스크림협회의 조사에 따르면 일본인이 가장 좋아하는 아이스크림의 3위로 꼽히기도 했다.

### 대한민국
대한민국에서 처음에는 호텔의 일식집에서 제공되던 별미였다. 1988년 서울의 햐얏트호텔에 입점한 일식당에서 판매했던 일식 디저트 중 '녹차 아이스크림'이라는 메뉴를 찾아볼 수 있다. 1995년 조선호텔의 일식당에서도 녹차 아이스크림을 쑥, 인삼, 와사비 아이스크림과 함께 제공하였으며, 1997년 홀리데이 인 크라운 프라자 호텔은 김치, 솔잎, 선인장 등을 재료로 한 아이스크림과 함께 녹차 아이스크림도 선보였다.
녹차 아이스크림이 처음으로 대형 제조사에 의해 상품화된 것은 1996년 8월, 파스퇴르유업이 녹차 아이스크림을 개발 생산한 것이 시초이다. 이듬해 1997년 10월 빙그레는 녹차 아이스크림 개발을 마치고 상품을 내놓았으며 1998년에는 롯데제과가 '나뚜루 녹차 아이스크림'을 판매하기 시작하였다. 2001년부터는 하겐다즈의 녹차 아이스크림이 출시되었다.

## 같이 보기
- 녹차